# Церниц-Лом
Церниц-Лом (нем. Zernitz-Lohm) — община в Германии, в земле Бранденбург.
Входит в состав района Восточный Пригниц-Руппин. Подчиняется управлению Нойштадт (Доссе).  Население составляет 916 человек (на 31 декабря 2010 года). Занимает площадь 36,97 км².
| Год  | Население |
| ---- | --------- |
| 2005 | 981       |
| 2010 | 936       |